# Горлянка Лаксмана
Горлянка Лаксмана (Ajuga laxmannii) — багаторічна трав'яниста рослина роду горлянка родини глухокропивові або губоцвіті — Labiatae.

## Ботанічний опис
Горлянка Лаксмана — багатолітня трав'яниста рослина з потовщеним, гілчастим кореневищем і багаточисленними прямостоячими або висхідними стеблами, 20-50 см у висоту. Стебла чотирьохгранні, гілчасті, шерстисто-волохаті, густо покриті супротивними листями. Нижні та середні стеблові листочки зворотньо-яйцеподібні або довгасто-яйцеподібні, до 4-5 см довжини, на верхівці великогородчаті; верхівкові листя довгасті, лінійні, цільнокрайні, з обох сторін шерстисто-волохаті. Квітки, розміщені по два в пазухах верхівкових листків, утворюють продовгувате суцвіття. Чашечка вдвічі коротша віночка. Віночок зеленувато-жовтий з пурпуровими жилками, ззовні довговолосистий. Плоди чотирьохгорішкові, жовтувато-бурі, сітчастозморщені. Цвіте рослина в травні-червні. Плоди дозрівають в липні-серпні.

## Поширення
Зустрічається в Лісостепу та в північній частині Степу. Доволі багато розповсюджена в Сіверському Дінці і на північних схилах Кримських гір (в Харківській, Донецькій, Луганській, Кримській областях). Росте узліссях і полянах, в зріджених степових чагарниках, на цілих степових схилах ровів і річкових долин, різних оголеннях. Зазвичай зустрічаються окремі кущі, рідше — невеликі чагарники.

## Фармацевтичні властивості
Запах у горлянки Лаксмана ароматний, смак гіркий. Застосовують при шлункових захворюваннях та при застуді.

## Заготівля
В народній медицині використовують траву.
Заготовляють траву у фазі цвітіння, зрізуючи ножиком або серпом без грубих приземних частин.
Зберігають в сухому, добре провітрюваному приміщені.